# Gerhard Loeschcke (Architekt)
Gerhard Loeschcke (* 14. Februar 1945 in Göttingen) ist ein deutscher Architekt und emeritierter Hochschullehrer der Hochschule Karlsruhe. Er befasst sich als freier Architekt und Unternehmensberater schwerpunktmäßig mit der Architekturanthropologie.

## Leben
Gerhard Loeschcke wuchs als ältester Sohn von Hans H. Loeschcke in Göttingen auf. Nach dem Abitur am Max-Planck-Gymnasium in Göttingen studierte Loeschcke an der Technischen Universität Berlin Architektur und Städtebau. Begleitend belegte er als Nebenfächer Seminare über Psychologie und Soziologie.

### Forschung und Lehre
Nach einer Phase der praktischen Auseinandersetzung mit dem Bauen zog er in die Forschung und Lehre. An der Technischen Universität Berlin befasste sich Loeschcke als wissenschaftlicher Assistent mit Ergonomie und Arbeitswissenschaft in Bezug zur Architektur und erhielt Lehraufträge zu dieser Thematik. An der Technischen Universität Berlin wurde er 1982 mit der Dissertation „Der Einfluß anthropometrischer und ergonomischer Kriterien auf die Bau- und Ausstattungsplanung von Großküchen“ zum Doktor-Ingenieur (Dr.-Ing.) promoviert. Im selben Jahr wurde Loeschcke als Professor an die Hochschule Karlsruhe berufen. Neben dem umweltgerechten und ökologischen Bauen wurde sein Interessenschwerpunkt „Barrierefreies Bauen“ ein etabliertes Studienfach. Im Rahmen des Fulbright-Programms absolvierte Loeschcke 1987 einen Studienaufenthalt in den USA. Die Ergebnisse konnte er in ein Forschungsprojekt zu inklusiven Hochschuleinrichtungen einfließen lassen.

### Projekte
1987 gründete Loeschcke ein eigenes Forschungsinstitut und Planungsbüro in Karlsruhe mit dem Schwerpunkt der Barrierefreiheit in allen Ebenen. In Zusammenarbeit mit Daniela Pourat (* 1963) entstanden zahlreiche Forschungsprojekte und Buchveröffentlichungen. Seit 1994 ist er mit ihr verheiratet. Die durchgeführten Projekte adressieren die Bedürfnisse von Kindern mit Behinderung ebenso wie die Erarbeitung von Anforderungen an öffentliche Gebäude, Hochschuleinrichtungen, Arbeitsplätze oder Wohnungen allgemein. Ein weiterer Schwerpunkt ist die Zusammenarbeit mit der Industrie zu einschlägigen Themenbereichen.
Das Wohnen als Baustein der Inklusion betrachtet und diskutiert er nicht nur als Aufgabe im Neubau, sondern als wichtige Fragestellung im Bezug zur Nachhaltigkeit von bestehenden Strukturen. Leitmotiv ist Gebrauchstauglichkeit mit Fokus auf Machbarkeit und Wirtschaftlichkeit. In diesem Kontext erarbeitete er beispielsweise ein Konzepte für Wohnheime für Menschen mit Mehrfachbehinderung aber auch Handlungsempfehlungen in Form einzelner frei kombinierbarer Bausteine für Wohnungsanpassungen im Bestand, die zudem auf den Neubau anwendbar sind. Über Vorträge, Veröffentlichungen, Beratungstätigkeit und Gremienmitarbeit sowie Fortbildungsseminare für Berufskammern zielt er auf eine breite Fundamentierung der Idee von Inklusion und den diesbezüglichen gesellschaftlichen Fragestellungen.

## Schriften
- mit Daniela Pourat: Barrierefreie Verkehrs- und Freiräume – Handbuch und Planungshilfe. DOM Publishers, 2015. ISBN 978-3-86922-435-0
- mit Daniela Pourat: Altersgerecht umbauen und Wohnen – Handbuch und Planungshilfe. DOM Publishers, 2014. ISBN 978-3-86922-311-7
- mit Daniela Pourat und Lothar Marx: Beuth Kommentar – Barrierefreies Bauen, Band 1: Kommentar zu DIN 18040-1. Beuth-Verlag, 2011. ISBN 978-3-410-20544-9
- mit Daniela Pourat und Lothar Marx: Beuth Kommentar – Barrierefreies Bauen, Band 2: Kommentar zu DIN 18040-2. Beuth-Verlag, 2012. ISBN 978-3-410-20652-1
- mit Daniela Pourat: Universell, integrativ, anpassbar – Planungsempfehlungen für barrierefreies Wohnen. HEWI, 2002.
- mit Daniela Pourat: Wohnungsanpassung – Empfehlungen für Ausstattung, Nachrüstung und Umbau. HEWI, 1998.
- mit Daniela Pourat: Betreutes Wohnen. Verlag W. Kohlhammer, 1996. ISBN 3-17-014018-3
- mit Daniela Pourat: Barrierefreies Wohnen – Empfehlungen für Planung, Ausstattung und Einrichtung. HEWI, 1996. Übersetzungen: Englisch, Französisch, Italienisch, Niederländisch
- mit Eckart Bohn: Sozialer Wandel – Wohnen im Alter. Verlag Das Beispiel, 1995. ISBN 978-3-923974-45-0
- mit Daniela Pourat: Integrativ und barrierefrei – Behindertengerechte Architektur für Hochschulen und Wohnheime. Verlag Das Beispiel, 1994. ISBN 3-923974-28-0
- mit Daniela Pourat: Wohnumwelt behinderter Kinder – Planungshandbuch – Grundriß – Ausstattung – Einrichtung. Verlag Das Beispiel, 1993. ISBN 3-923974-18-3
- mit Daniela Pourat: Barrierefreier Studentenwohnheimbau. Deutsches Studentenwerk 1993.
- Wohnen im Alter: architektonische und städtebauliche Konzepte. Institut Fortbildung Bau e.V. 1993.
- mit Jutta Höfs: Großküchen. Bauverlag, 1985. ISBN 3-7625-2228-6
- mit Jutta Höfs: Die rollstuhlgerechte Wohnung. Koch, 1981. ISBN 3-87422-598-4
- Parameter für Neu- und Umbau von Hochschulanlagen unter Berücksichtigung der Bedürfnisse Behinderter. Deutsches Studentenwerk 1984
- Der Einfluß anthropometrischer und ergonomischer Kriterien auf die Einbau- und Ausstattungsplanung von Großküchenanlagen. Dissertationsschrift, Berlin 1982.